# 메도비크
메도비크(러시아어: медовик)는 러시아를 비롯한 구소련 국가에서 즐겨 먹는 겹케이크이다. 꿀과 스메타나 (사워크림)이나 연유를 속재료로 쓴다. 케이크의 이름도 '꿀'을 뜻하는 러시아어 단어 "묘트(мёд)"에서 유래하였다.
만드는 시간이 오래 걸리기로 유명하다. 스펀지 케이크층 사이에 크림을 발라 겹겹이 쌓아 만들며, 남은 케이크 부스러기나 견과류 가루로 겉면을 덮기도 한다. 스펀지 케이크의 각 층이 얇기 때문에 오븐에서 나온 직후에는 굳혀지지만, 사이에 들어가는 크림의 수분기로 시간이 지나면 다시 촉촉해진다. 다양한 요리법과 변형요리가 존재하지만 어디까지나 주 재료에 꿀을 사용하고 있으며 독특한 맛을 선사한다.

## 유래
메도비크의 유래에 대해 러시아에서는 19세기 러시아 제국 황제 알렉산드르 1세 치세에 엘리자베스 알렉세이예브나 황후의 입맛을 사로잡았던 어느 젊은 요리사의 이야기가 전해져 내려온다. 엘리자베스 황후는 꿀을 굉장히 싫어해서 꿀이 조금이라도 들어간 요리라면 불같이 화를 냈다고 한다. 어느날 황실 주방에 새로 전입한 젊은 제빵사가 황후의 취향을 모르고 꿀과 진한 크림으로 만든 새로운 케이크를 내놓았다. 놀랍게도 엘리자베스 황후는 꿀이 들어갔다는 사실을 알지 못한 채 케이크에 푹 빠졌다는 이야기이다.
전해지는 이야기와는 달리 메도비크는 19세기 러시아 요리책에 언급된 적은 없고, 소련 시절이던 1957년 키예프에서 우크라이나어로 출간된 <우크라이나 요리>라는 책에 처음으로 언급된다. 실제로 이 시기 메도비크는 엄청난 인기를 끌었으며 오늘날 러시아에서도 연유, 버터크림, 커스터드 등 다양한 변형 요리로 사랑받고 있다.

## 비슷한 요리

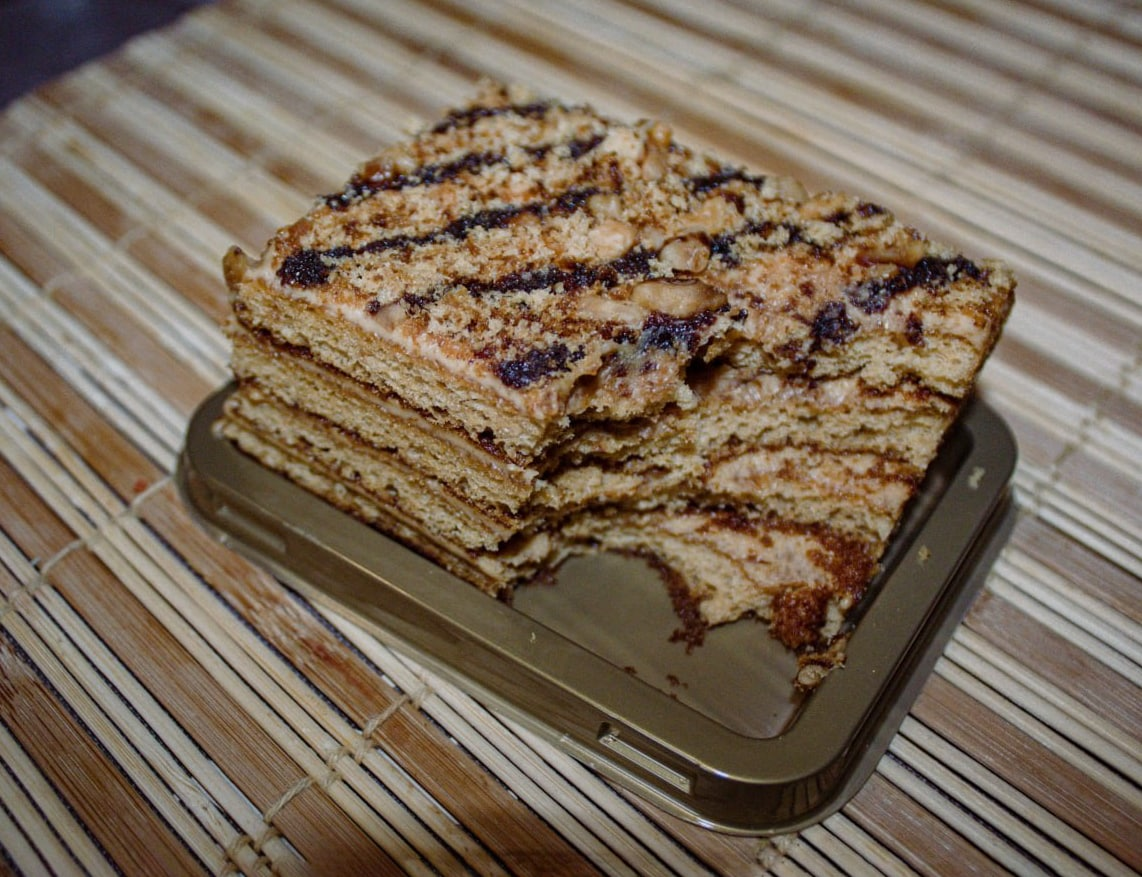
체코 말렌카(메도비크) 케이크

동유럽이나 중부유럽 국가에서도 메도비크와 비슷한 케이크 요리를 찾아볼 수 있으며, 그 중에서도 체코의 메도브니크 (medovnik), 리투아니아의 메두티스 (medutis), 폴란드의 미오도우니크 (miodownik)가 대표적이다. 우크라이나에서는 메디우니크 (medivnyk)라고 부르며 크림이 들어가지 않는다. 불가리아에서는 '프랑스 마을 케이크(Френска селска торта)'라는 이름으로 알려져 있다.

## 같이 보기
- 케이크